# Ян Чепляк
Ян Феликс Чѐпляк (на полски: Jan Feliks Cieplak; на руски: Ян Гиацинтович Цепляк) е римокатолически духовник от полски произход в Руската империя и Съветския съюз, титулярен охридски архиепископ и апостолически администратор на Могильовската архиепархия, обхващаща цялата територия на Русия, от 1919 до 1925 година. Архиепскоп Ян Чепляк е съден на углавен процес в Съветския съюз през 1923 година, който предизвиква силен отзвук по света.

## Биография
Роден е на 17 август 1857 година в малополското градче Домброва Гурнича, Полското царство на Руската империя. Баща му Яцек (Хиацинт) е железопътен служител или според други източници миньор, а майка му умира, докато е малък и е отгледан от леля си. Попада под покровителството на отец Валентин Каун, който го записва в гимназията в Келце. След като завършва четвърти клас там, Ян постъпва в Келценската духовна семинария. След завършването си, в 1878 година продължава обучението си в Санктпетербургската духовна академия. В академията на 12/24 юни (или юли) 1881 е ръкоположен за свещеник. Завършва академията в 1882 година със степента магистър по богословие primi ordinis. Могильовският архиепископ Антони Фиалковски, по предложение на ректора Симон Козловски, назначава Чепляк за преподавател в академията и той работи там над 25 години, като преподава последователно нравствено и пастирско богословие, литургика, църковно пеене и догматическо богословие. Служи и като библиотекар и духовен отец на академията. В 1897 година властите не му позволяват да стане ректор на Келценската духовна семинария.

### Викарий на Могильовската архиепархия
Когато на възрастния епископ Аполинарий Внуковски предлагат Могильовската архиепископска катедра в Санкт Петербург, той иска Чепляк за свой викарен епископ. Папа Пий X получава отлични отзиви за Чепляк и на 16 юли 1908 година е назначен за титулярен еварийски епископ, викарий на могильовския архиепископ. За епископ под името Йоан е ръкоположен на 20 декември 1908 година от могильовския архиепископ Аполинари в съслужение с плоцкия епископ Антони Нововейски и титулярния клавдиополски епископ Стефан Денисевич.
След смъртта на архиепископ Внуковски, през лятото на 1909 година от името на администратора на архиепархията епископа Стефан Денисевич епископ Чепляк провежда визитация на всички 31 сибирски енории на епархията. В Челябинск епископ Ян Чепляк окончателно решава въпроса за построяване на нова католическа църква.
В 1909 година е назначен за председател на Духовната колегия в Санкт Петербург, но е уволнен за полски национализъм.
На следната 1910 година епископ Ян прави визитация на Минската епархия, която е без епископ. Визитацията е прекъсната от властите, които обвиняват епископ Ян, че нито един път не се е молил за императора и императорското семейство, че „в проповедите си косвено е нападал православието“, и че възнамерявал да посети затворения от властите храм „Света Богородица“ в Городища. Епископ Ян остава без държавна издръжка и започва да бъде следен от Охранката. На новия глава на Могильовската архиепархия Викенти Ключински е забранено да изпраща епископ Ян на визитации без разрешение на министъра, отговарящ за Католическата църква. В 1911 година по поръчение на архиепископ Викенти епископ Ян прави визитация на енориите в Централна Русия като отново си навлича проблеми с властите. Могильовският архиепископ два пъти се опитва да го назначи за ректор на Духовната академия, но кандидатурата му е отхвърляна от правителството. През януари 1914 година епископ Ян е назначен за директор на училището на митрополит Богуш-Сестренцевич при енория „Свети Станислав“. Взимата участие в Лурдския евхаристичен конгрес, където представлява могильовския архиепископ.

### Начело на Могильовската архиепархия

#### През Първата световна война
След оттеглянето на покой на архиепископ Викенти, на 6 август 1914 година с капитул на Могильовската архиепархия епископ Ян Еварийски е избран за администратор на архиепархията. Епископ Ян управлява епархията по време на тежките години на Първата световна война, когато в епархията му пристигат огромни потоци бежанци, появяват се глад и епидемии, както и различни национални сблъсъци. Епископ Ян влага цялата си енергия в опазване на паството си и успява да намери добри свещеници, които да му помагат.

#### След Февруарската революция
Епископ Ян приветства Февруарската революция от 1917 година и прокламираната религиозна свобода На 4 март издава циркуляр, в който заявява „След дълги години на безправие Русия стъпи на нов път, предвещаващ свобода, щастие и процъфтяване на страната... В начертаната от Временното правителство програда за дейността му, сред другите задачи, е и амнистия за политическите и религиозните дела, свобода на съвестта, събранията и организациите... отмяна на религиозните ограничения... Призовавам римокатолическото духовенство на Могильовската архиепархия и Минската епархия и всички католици да се подчиняват на Временното правителство, да се сплотят единно в дружна работа за общото благо“. Източнокатолическият архиепископ Андрей Шепетицки е освободен, а Временното правителство на 25 април предоставя на Римокатолическата църква и ордените и организациите ѝ правото на религиозна пропаганда. Със закон от 8 август са регулирани отношенията между държавата и Римокатолическата църква, което е приветствано от епископ Ян. За ръковоство на работата на свещениците по създававе на енорийски организации и католически общества при епископската канцелария в Петроград е създаден Обществен съвет за информация и директиви в областта на живота на архиепископията. Епископ Ян пише на 14 септември: „В Руската държава настъли за църквата желаната свобода... Областта на вярата не по-малко от другите области се подава на организация и не по-малко от другите се нуждае от организция... Без организация е немислимо да се откъснат хората от партиите на преврата, нито да се води системна борба от страна на лагена на Бога и реда.“ Според комунистически източници епископ Ян се опитва да създаде католическа партия. На 16 септември пише, че се стреми към засилване на Третия орден на Свети Франциск.

#### След Октомврийската революция
След Октомврийската революция, според комунистически източници, първоначално епископ Ян е склонен да я подкрепи, тъй като смята, че католическата църква ще има по-голяма свобода. На събрании на римокатолическото духовенство в Петроград в 1918 година епископ Ян заявява, че е необходимо енергично да се работи за религиозно възпитание, разколебано от революцията и иска свещениците да откриват католически училища и курсове при храмовете.
На 25 юли 1917 година папа Бенедикт XV назначава за могильовски архиепископ вилненския епископ Едуард фон дер Роп, който от десет години е в изгнание и на 2 декември епископ Ян му предава управлението на епархията.
На 29 април 1919 година архиепископ фон дер Роп е арестуван от болшевиките и управлението на архиепархията минава отново в ръцете на епископ Ян, който на 29 март 1919 година е станал титулярен охридски архиепископ. Така на практика архиепископ Чепляк става глава на католиците в Съветския съюз. Първият му акт като апостолически администратор е да призове вярващите да се молят за архиепископа, като същевременно предприема мерки за освобождаването му. В началото на май изпраща телеграма до Съвета на народните комисари с искане за освобождението на архиепископ Едуард, като същевременно за Москва заминава делегация от петероградската католическа общност. В резултат получава обещание от Станислав Пестковски, и. д. комисар по националните въпроси, че архиепископ Едуард ще бъде поставен под домашен арест, но това не става. На 25 май, след служба в катедралата „Света Екатерина Александрийска“ в Петроград, към сградата на Чека тръгва многочислена процесия с искане за освобождение на архиепископа. По-късно архиепископ Ян лично посещава Чека за това искане, но в резултат са арестувани още няколко свещеници. Архиепископ Ян протестира, пише телеграми и петиции до централните органи на властта, но напразно. В крайна сметка архиепископ Роп е освободен и изгонен в Полша.
Болшевиките предприемат организиран поход срещу религиозните институции в страната, включително и срещу католическите – свещеници се арестуват и разстрелват, църковното имущество и храмовете се национализират, а католическата духовна академия и семинарията са закрити. Архиепископът започва да назначава един свещеник на няколко енории, подпомага доколкото може бежанците и затворниците и събира пожертвувания за гладуващите в Поволжието. Ежедневно събира петроградското духовенство и обсъжда със свещениците текущите дела. Създава тайни училища при енорийските храмове и открива тайна духовна семинария, начело с епископ Антоний Малецкий, която обаче не просъществува дълго време. Архиепископ Ян твърдо забранява на свещениците да предават църковно имущество в резултат започват масови арести на духовници, като няколко дни преди Великден 1921 година е арестуван и самият архиепископ. След протести от петроградските католици, които успяват да привлекат на своя страна и 800 матроси, след две седмици Чека го освобождава, като го кара да подпише документ, че той и подчиненият му клир няма да се занимават с политика. Карат го също така да одобри декретите на властта и да обещае, че винаги ще се ръководи от тях, но архиепископ Ян отказва.

#### Съдебен процес
През март 1923 година архиепископ Ян заедно с още 14 петроградски католически свещеници, сред които Константин Будкевич, Антоний Малецки и екзарха на източнокатолическата епархия Леонид Фьодоров са арестувани. Обвинени са в контрреволюционна дейност в интерес на световната буржоазия, която се изразява в противодействие на декретите за национализация на църковното имущество, забрана на вярващите да влизат в Комунистическата партия, организиране на църковни комитети за защита на храмовете и църковното имущество от национализация, религиозно обучение на непълнолетни, саботаж и връзки с чуждестранни организации. Болшевишката преса пише: „Нишките на католическата контрареволюция се простирали от Петроград през Варшава до Рим и обратно. Глава на щаба в Петроград е бил архиепископ Чепляк, а е ръководен от прелат Будкевич. В своите действия щабът се опирал на буржоазна Полша, чийто агент е станала Католическата църква в Страната на съветите“.
След няколкодневен съдебен процес в Москва архиепископ Ян и отец Будкевич са осъдени на смърт, а останалите на затвор от три до десет години. След присъдата започват протести от различни страни и от представители на различни вероизповедания. Съдебният процес е възприеман като репетиция на готвения процес срещу патриарх Тихон Московски и част от цялостната антирелигиозна кампания в СССР. „Куриер Варшавски“ пише „Не. Това не е просто борба с Католическата църква. Работата е много по-голяма. Пред нас е гонение изобщо на религията, атака срещу учението на Христа, против нравствените основи, на които е построен съвременния свят“. Според властите процесът не е свързан с борбата с релитията. Едно издание пише: „Не религията, а робрата с революцията, прикрита под маската на вярата, доведе архиепископ Чепляк и 14-те му другари на подсъдимата скамейка. Тъй като Съветската власт никого за религиозни убеждение не съди. Тя отлично разбира, че религиозните предубеждения, които в продължение на векове са вкоренявани в масите, не могат да бъдат победени със сила. Не е в неин интерес да прави от свещениците мъченици на вярата“.
В резултат на протестите на 30 март присъдата на архиепископ Ян е сменена на десет години затвор, но Будкевич е разстрелян във великденската нощ.
След една година архиепископ Ян е освободен, изведен до руско-латвийската граница и изгонен от страната без никакви средства.

### Последни години
На Цветница 1924 година архиепископ Ян пристига във Варшава и след месец заминава за Рим на разпореждение на папата. Среща се многократно с Пий XI, за да обсъждат положението на Католическата църква в Съветския съюз.
В началото на 1925 година заминава за Съединените щати по покана на американския епископат. Там посещава около 400 църкви и произнася около 800 проповеди. На 14 декември 1925 година е назначен за вилнюски архиепископ в Литва. Здравето на архиепископа обаче е силно разклатено от годините гонения в Съветския съюз. На 11 февруари 1926 година постъпва в болницата „Пресвета Дева Мария“ в Джърси Сити, където на 17 февруари 1926 година. Тялото му е положено във вилнюската катедрала „Свети Станислав“.
В 1952 година започва процес по беатификацията на архиепископ Ян Виненски.